# Dennard
Dennard est une census-designated place située dans le comté de Van Buren en Arkansas, aux États-Unis. Elle comptait 223 habitants au recensement de 2010.

## Démographie
| Groupe      | Dennard | Arkansas | États-Unis |
| ----------- | ------- | -------- | ---------- |
| Blancs      | 95,3    | 77,0     | 72,4       |
| Métis       | 4,5     | 2,0      | 2,9        |
| Autres      | 0,2     | 21,0     | 24,7       |
| Total       | 100,0   | 100,0    | 100,0      |
|             |         |          |            |
| Hispaniques | 1,3     | 6,4      | 16,7       |

Selon l'American Community Survey, pour la période 2011-2015, 96,40 % de la population âgée de plus de 5 ans déclare parler l'anglais à la maison et 3,60 % l’espagnol.